# Reservedivision
Der Begriff Reserve-Division ist zweideutig:
Zum einen umfasst er eine Division, die am Anfang des Gefechts zurückgehalten wird und später am Brennpunkt der Schlacht eingesetzt wird, um den Sieg herbeizuführen oder eine Niederlage zu verhindern.
Zum zweiten bezeichnet sie eine Division, die erst im Kriegsfall durch Reservisten aufgestellt wird.

## Reserven in der Schlacht
Als Meister im Zurückhalten von Truppenteilen, um durch ihren Einsatz später Schlachten entscheiden zu können, gilt Napoleon Bonaparte. Voraussetzung hierfür waren große Marschleistungen, die die in Reserve gehaltenen Truppen binnen möglichst kurzer Zeit erbringen mussten, um zu dem Punkt in der Frontlinie zu gelangen, an dem ihr Einsatz erforderlich war. Besonders geeignet hierzu waren Kavallerie und Artillerie, die als berittene bzw. bespannte Truppe höhere Geschwindigkeiten als die Infanterie erreichen konnten, besonders geeignet. Man sprach daher auch von „Kavalleriereserve“ und „Artilleriereserve“.

### Kavalleriereserve
Besonders seine Kavallerieformationen hielt der Feldherr gerne zunächst zurück, um sie dann massiert an der entscheidenden Stelle einzusetzen. Bereits die Schlacht von Cannae wurde durch Kavallerie entschieden, und am plastischten tritt der Einsatz von zunächst zurückgehaltener bzw. anderweitig verwendeter Kavallerie in der Schlacht von Gaugamela hervor, als diese Kavallerie Alexanders des Großen das im Laufe des Schlachtgeschehens entblößte gegnerische Zentrum angriff und dadurch die Schlacht zu seinen Gunsten entschied. Insbesondere galt dies für den Einsatz nach der gewonnenen Schlacht, um den fliehenden Gegner „bis zum letzten Hauch von Mann und Roß“(so Blücher) zu verfolgen.
Durch Verbesserung der Gewehre (gezogene Läufe, Einführung des Hinterladers) stieg im Laufe des 19. Jahrhunderts vor allem die Reichweite und Zielgenauigkeit der Infanteriewaffen, die Kavallerie konnte hiergegen immer schlechter etwas ausrichten: In der Schlacht bei Königgrätz hatte Österreich zwar drei bezeichnenderweise als „Reserve-Kavallerie-Divisionen“ bezeichnete Verbände, konnte sie jedoch in der Schlacht nicht erfolgreich einsetzen. Ähnlich scheiterte im Deutsch-Französischen Krieg 1870/71 die Attacke französischer Kürassiere in der Schlacht bei Wörth und der Angriff der Kavalleriedivision Margueritte in der Schlacht von Sedan im Abwehrfeuer preußischer Infanterie. Die Reiterattacke der Brigade Bredow in der Schlacht bei Mars-la-Tour am 17. August 1870 war nur deshalb ein (allerdings mit hohen Verlusten erkaufter) Erfolg, weil die Angreifer sich lange in einer von den Franzosen nicht einsehbaren Senke verborgen hielten und sich so dem Feindfeuer entzogen.
Nach dem Deutsch-Französischen Krieg wurden zwar größere Kavallerieverbände wie Kavalleriedivisionen und Kavalleriekorps  allenthalben beibehalten, sollten aber nicht mehr den Erfolg in der Schlacht herbeiführen, sondern die Stellungen und Bewegungen des Feindes aufklären und die eigenen Stellungen und Bewegungen verschleiern. Die Bezeichnung „Reserve-Kavallerie“ wurde als veraltet nicht mehr verwendet.

### Artilleriereserve
Die Artillerie war seit Beginn des 19. Jahrhunderts allenthalben Korpstruppe, nur einzelne Batterien wurden im Gefecht einzelnen unterstellten Divisionen und Brigaden zugeteilt, der Rest bildete die Reserveartillerie: Sie wurde zurückgehalten, bis sich irgendwo der Brennpunkt der Schlacht herauskristallisierte und die Korpsartillerie dort als Reserve eingesetzt wurden konnte, um den Kampf zu entscheiden. Die Folge war jedoch, dass die Artillerie weit hinten in der Marschkolonne vorrückte und daher häufig zu spät zum Einsatz kam. Dies bemängelte der damalige Kommandeur des Garde-Feldartillerie-Regiments, Prinz Kraft zu Hohenlohe-Ingelfingen, aufgrund seiner Erfahrungen in der Schlacht bei Königgrätz. Aufgrund dieser Erfahrungen forderte er, die Feldartillerie müsse weit vorne -direkt hinter der Vorhut- marschieren, damit sie bei Feindberührung direkt auffahren und die feindlichen Reihen sturmreif schießen könne, während das Gros sich für den Sturm entfalten könne. Diese Idee wurde für gut befunden und fand 1868 Eingang in die preußischen Dienstvorschriften. Die übrigen Staaten der Welt übernahmen diese Taktik in den Folgejahren, spätestens, nachdem sie sich im Deutsch-Französischen Krieg 1870/71 bestens bewährt hatte. Damit entfiel der Begriff „Reserve-Artillerie“.

### Sonstige „Reserve“
Im 19. Jahrhundert wurde zumindest im deutschen Sprachraum vieles als „Reserve“ betitelt, was heute mit Depot, Tross, Ersatzwesen und ähnlichem bezeichnet würde:
- Z.B. umfasste in der österreichischen Armee um 1860 der Begriff „Armee-Reserve-Anstalten“ die Geschütz- und Munitionsreserve, Verpflegungsmagazine, Feldspitäler, Feldpost- und  Feldtelegraphenämter[7].
- Der „Artillerie-Reserve-Park“ bestand aus Geschützen aller Art, Munition und Instandsetzungsgerät, um den Abgang beim Feldheer zu ersetzen[8].

## Durch Reservisten aufgestellte Division
Seit Einführung der allgemeinen Wehrpflicht in Preußen 1814 hatte jedermann fünf Jahre zu dienen, wurde indessen nach drei Jahren zur Reserve entlassen. Mit diesen zur Reserve Entlassenen („Reservisten“) sollte im Kriegsfalle das aktive Heer auf Kriegsstärke aufgefüllt werden. 1893 wurde die aktive Dienstzeit (außer bei Kavallerie, reitender Artillerie und Marine) von drei auf zwei Jahre herabgesetzt, gleichzeitig die Zugehörigkeit zur Reserve auf 7 Jahre verlängert. Damit standen genügend Männer zur Verfügung, um nicht nur die Friedensformation auf Kriegsstärke aufzufüllen, sondern daneben im Mobilmachungsfall weitere neue Truppenteile aus Reservisten zu bilden. Diese Formationen erhielten in Deutschland die Zusatzbezeichnung „Reserve-“: Es gab also Reserve-Korps, Reserve-Divisionen, Reserve-Infanterie-Brigaden usw.
Auch alle anderen Staaten, bei denen die allgemeine Wehrpflicht eingeführt war und ist, planten (und planen) für den Kriegsfall die Aufstellung weiterer Verbände aus Reservisten. Im deutschen Sprachgebrauch wurden zumindest in früheren Zeiten die solcherart gebildeten Divisionen auch gerne als „Reservedivisionen“ bezeichnet. Tatsächlich war jedoch der Begriff „Reservedivision“ im Ausland meist ungebräuchlich. Im Einzelnen:
Frankreich stellte zu Beginn des Ersten Weltkrieges 21 Divisionen (eine pro Armeekorps-Bezirk) aus Reservisten auf, die in Deutschland als „Reserve-Divisionen“ bezeichnet wurden. Tatsächlich führten diese Divisionen jedoch in Frankreich nicht die Bezeichnung „Reserve-Division“, sondern die Bezeichnung „51. - 71. Infanterie-Division“, der Kenner wusste: Die aktiven bereits im Frieden bestehenden Divisionen führten die Nummern 1 bis 42, die Reserve-Divisionen die Nummern 51 bis 71, und die Territorial-Divisionen die Nummern ab 81. Es gab auch keine „Reserve-Infanterie-Regimenter“, sondern an die aktiven Regimenter mit den Nummern 1 bis 183 schlossen sich die Infanterie-Regimenter Nr. 201ff an: Das Infanterie-Regiment 1 stellte hierzu aus seinen Reservisten das Infanterie-Regiment 201 auf usw. usf.
Russland konnte nach Erkenntnissen des deutschen Generalstabes 38 „Reserve-Divisionen“ aufstellen, dazu 40 Divisionen „Reichswehr“, stellte jedoch tatsächlich keine einzige Reserve-Division auf, stattdessen etliche Brigaden „ополчение“ (Opoltschenije = Landwehr oder Reichswehr), die später zu ca. 25 Infanterie-Divisionen mit den Nummern 101ff zusammengeschlossen wurden.
Immer wieder werden in Deutschland generell im Ausland neu aufgestellte Divisionen als
„Reserve-Divisionen“ bezeichnet, obwohl sie in ihrem Heimatland nicht so benannt wurden, sondern lediglich üblicherweise eine höhere Nummer erhielten.
Auch in Deutschland fiel bei den Neuaufstellungen ab Frühjahr 1915 die Bezeichnung „Reserve-“ meistens weg, da man mit „Reserve-“ die Eigenschaften: „schlechter  und mangelhafter ausgerüstet“ und „schlechter geführt“ verband. Im Zweiten Weltkrieg wurde die Bezeichnung „Reserve-Division“ erst ab 1942 wieder und nur noch für Truppen des Ersatz- und Besatzungsheeres verwendet.

## Marine
Bei der deutschen kaiserlichen Marine bildeten
- 4 Linienschiffe oder Kreuzer eine Division, zwei Divisionen ein Geschwader,
- 6 Torpedoboote oder Unterseeboote eine Division, zwei Divisionen eine Flottille.[13] Auch die Marine (drei Jahre Wehrpflicht) hatte eine Reserve, die in Kriegszeiten die älteren Schiffe bemannen sollte. Auch die Marine bildete daher Reservedivisionen, in denen zwei Schiffe auch im Frieden in Dienst gehalten wurden, während die übrigen Schiffe der Division eingemottet waren[14]. Spätestens ab 1905 sprach man allerdings nicht mehr von „Reserve-Division“, sondern von „Reserve-Geschwader“ bzw. „Reserve-Flottille“, bei dem -wie bisher- zwei Schiffe im Dienst standen, die übrigen eingemottet waren[15].